# Liste der Monuments historiques in Porte-de-Benauge
Die Liste der Monuments historiques in Porte-de-Benauge führt die Monuments historiques in der französischen Gemeinde Porte-de-Benauge auf.

## Liste der Bauwerke
| Bezeichnung  | Beschreibung                  | Standort     | Kennzeichnung | Schutzstatus | Datum | Bild           |
| ------------ | ----------------------------- | ------------ | ------------- | ------------ | ----- | -------------- |
| Burg Benauge | Erbaut im 13./14. Jahrhundert | Arbis (Lage) | PA00135173    | Inscrit      | 1995  | weitere Bilder |

## Liste der Objekte
- Monuments historiques (Objekte) in Cantois in der Base Palissy des französischen Kultusministeriums